# 第6沿岸国境旅団
第6沿岸国境旅団（6. Grenzbrigade Küste）は、ドイツ民主共和国国境警備隊（東ドイツ国境警備隊）が有した部隊の1つ。ドイツ国境警察のメクレンブルク駐屯部隊を母体として1961年11月1日に設置され、共和国の崩壊まで活動した。国境警備隊所属の部隊ではあるものの、指揮権は人民海軍（東ドイツ海軍）が有していた。GBrKやGBKなどの略称も使われた。他国の沿岸警備隊に相当する任務に従事した。

## 歴史
第二次世界大戦での敗戦を受け、戦後のドイツは戦勝国4カ国による分割占領下におかれた。1946年12月1日、在独ソ連軍政府(SMAD)はソ連占領地域における国境警察組織の設置を命じた。そして1949年にドイツ民主共和国が建国されると、国境警備の管轄が在独ソ連軍から共和国政府へ移管された。また、この頃には占領軍政府であるSMADが解散して民政占領当局のソ連管理委員会(SKK)が設置されている。1950年1月7日、メクレンブルクにてバルト海沿岸警備を担当する国境警察部隊として沿岸国境機動隊(Grenzbereitschaft Küste)が編成された。1957年8月14日、ドイツ民主共和国共和国内務省令48/57号(Befehl 48/57 des Ministeriums des Inneren der DDR)において、国境警察は警察組織から軍事組織に改組される事となり、以下の地域ごとに1個旅団を配置する合計8個旅団の体制となった。
1. シュヴェリーン
2. マクデブルク
3. エアフルト
4. ルドルシュタット（ドイツ語版）
5. 大グリエニケ（ドイツ語版）
6. ロストック
7. フランクフルト・アン・デア・オーダー
8. カール・マルクス・シュタット

ロストックを拠点とする第6国境旅団は沿岸国境の防衛を担う唯一の部隊であった。下級編成には3個国境機動隊のほか、ロストックとペーネミュンデにそれぞれ1個の巡視艇群、12箇所の沿岸監視塔、合計1,596名の将兵から構成される1個機械化国境警備大隊を有していた。こうした人員は国家人民軍の元で訓練を受けた。1961年11月1日、第6国境旅団は人民海軍司令官ハインツ・ノイキルヒェン少将の指揮下に入り、第6沿岸国境旅団(6. Grenzbrigade Küste)と改称された。同年の63/61号命令(Befehl 63/61)によって軍とそれ以外の組織が沿岸部と沿岸海域の確保の為に共同する事が定められたためである。1964年10月7日、第6沿岸国境旅団にフィーテ・シュルツェの称号が与えられた。
1979年、第6沿岸国境旅団の隊員だったボードー・シュトレーロウ(Bodo Strehlow)が巡視艇を乗っ取り西側への逃亡を試みた。逮捕後、シュトレーロウは殺人未遂およびスパイ罪について終身刑の宣告を受けたが、1989年に特赦を受けて釈放された。
1990年4月2日の46/90号命令(Befehl 46/90)により第6沿岸国境旅団は人民海軍から分離し、新設の国境防衛隊(Grenzschutz der DDR)に所属を移した。1990年10月3日、ドイツ再統一と共に第6沿岸国境旅団は解散し、少数の隊員がドイツ連邦軍や連邦国境警備隊に残留した。

### 装備・人員

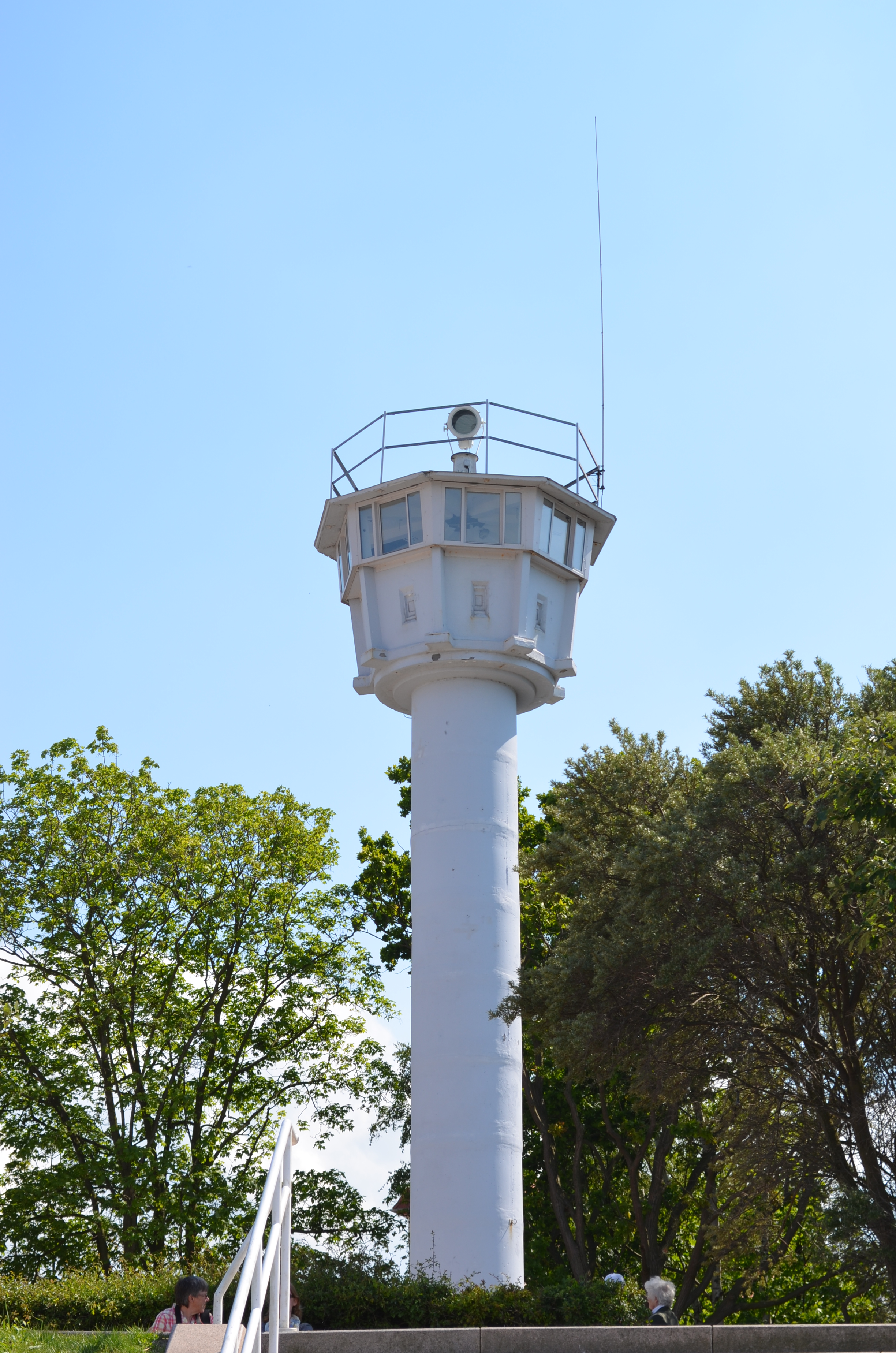
BT-11（キュールングスボルン）

第6沿岸国境旅団の任務は378kmにも渡る海上国境線の警備と、当該領域における民間船舶の監督である。ポーランドとの国境線29.5kmおよびウーゼドム島の地上国境線9.5kmも第6沿岸国境旅団が監督した。領域の監視を行う為に多数の移動式および固定式のレーダーを装備していたほか、リューベック湾からアルコナ岬までの領域には最大時で4隻の掃海艇が巡回し、ヴィスマールからシュトラールズントまでの領域には港湾警備の為に少なくとも3隻の掃海艇が常駐していた。監視塔(Beobachtungsturm, BT)には、レーダーやサーチライトを搭載したZIL-130トラックなども配備されていた。地上警備の為に沿岸部には大量の監視哨が設けられていた。船舶や車両の多くは人民海軍から払い下げられた装備に必要な改装を施したものであった。民間の船員や漁師が船舶乗員として臨時に徴用されることもあった。第6沿岸国境旅団の活動は人民海軍の海上・航空戦力による支援を受けていたほか、国家保安省、人民警察、税関部と密接な協力関係にあった。こうした治安機関は沿岸部の不審者情報を第6沿岸国境旅団に提供していた。
第6沿岸国境旅団は人民海軍が提唱する戦闘即応体制の不可欠な要素の1つであり、常に少なくとも85%の戦力が即応可能な状態にあった。

## 部隊の編成
第6沿岸国境旅団は次のような編成をとっていた。
- 3個国境警備船団 - 船舶18隻
- 3個国境大隊 - 12個技術監視中隊、2個駐在技術監視小隊、8個国境中隊、2個国境艇団（小型船舶16隻）
- 1個国境訓練大隊
- ウーゼドム国境中隊
- 14個機動技術監視中隊

1980年代には次のような下級編成を含んだ。
ロストック駐屯部隊
- 第6幕僚中隊(Stabskompanie 6)
- 第6国境保安中隊(Grenzsicherungskompanie 6)
- 第6国境修理中隊(Grenzinstandsetzungskompanie 6)
- 第6国境通信中隊(Grenznachrichtenkompanie 6)
- 第6国境電子情報評価群(Grenzauswertungs-, Rechen- und Informationsgruppe 6)
- 第6工兵小隊(Pionierzug 6)

第1国境中隊(Grenzkompanie I) - バンシン駐屯
- カンミンケ（ドイツ語版）地上検問所(Straßenkontrollpunkt Kamminke)
- カンミンケ水上検問所(Wasserkontrollpunkt Kamminke)
- アルトヴァルプ（ドイツ語版）国境区哨所(Grenzabschnittsposten Altwarp)
- アルトヴァルプ第1国境艇団(1. Grenzbootgruppe Altwarp) - GB23型警備艇13隻、ゼークッター型沿岸巡視艇20隻

第2国境大隊(Grenzbataillon II) - 本部：
- 第2国境中隊(2. Grenzkompanie) - ゼリン（ドイツ語版）
- 第3国境中隊(3. Grenzkompanie) - レーメ（ドイツ語版）
- 第1技術監視中隊(1. technische Beobachtungskompanie) - グライフスヴァルター・オイ（ドイツ語版）
- 第2技術監視中隊(2. technische Beobachtungskompanie) - ゼリン
- 第3技術監視中隊(3. technische Beobachtungskompanie) - シュトゥベンカンマー
- 第4技術監視中隊(4. technische Beobachtungskompanie) - アルコナ（ドイツ語版）
- 第5技術監視中隊(5. technische Beobachtungskompanie) - ドルンブッシュ（ドイツ語版）
- 第1技術監視小隊(1. technischer Beobachtungszug) - ルーデン（ドイツ語版）
- 第2技術監視小隊(2. technischer Beobachtungszug) - ザスニッツ（ドイツ語版）
- 第3技術監視小隊(3. technischer Beobachtungszug) - バルヘーフト（ドイツ語版）
- ザスニッツ水上検問所(Wasserkontrollpunkt Sassnitz)
- バルヘーフト水上検問所(Wasserkontrollpunkt Barhöft)
- 第2国境艇団(2. Grenzbootgruppe) - シュトラールズント
- 第3国境艇団(3. Grenzbootgruppe) - バルヘーフト
- 第7国境艇団(7. Grenzbootgruppe) - シュトラールズント
- 第2信号小隊(2. Signalzug) - ザスニッツ
- 第1国境船団(1. Grenzschiffabteilung) - ザスニッツ。1983年12月1日移行はヴァーネミュンデ＝ホーエ・デューネ。6隻編成。

第3国境大隊(Grenzbataillon III) - 本部：グラール＝ミューリッツ
- 第4国境中隊(4. Grenzkompanie) - アレンショオップ（ドイツ語版）
- 第5国境中隊(5. Grenzkompanie) - グラール＝ミューリッツ
- 第6国境中隊(6. Grenzkompanie) - キュールングスボルン（ドイツ語版）
- 第6技術監視中隊(6. technische Beobachtungskompanie) - ダルサー・オルト（ドイツ語版）
- 第7技術監視中隊(7. technische Beobachtungskompanie) - ヴストロ
- 第8技術監視中隊(8. technische Beobachtungskompanie) - ヴァーネミュンデ
- 第9技術監視中隊(9. technische Beobachtungskompanie) - キュールングスボルン
- ヴァーネミュンデ検問所(Kontrollpunkt Warnemünde)
- 第2国境船団(2. Grenzschiffabteilung) - ヴァーネミュンデ＝ホーエ・デューネ。6隻編成。
- 第4国境船団(4. Grenzschiffabteilung) - ヴァーネミュンデ＝ホーエ・デューネ。6隻編成。

第4国境大隊(Grenzbataillon IV) - 本部：タルネヴィッツ
- 第7国境中隊(7. Grenzkompanie) - キルヒドルフ (ペール)（ドイツ語版）
- 第8国境中隊(8. Grenzkompanie) - ブローク（ドイツ語版）
- 第10技術監視中隊(10. technische Beobachtungskompanie) - ペール
- 第11技術監視中隊(11. technische Beobachtungskompanie) - ボルテンハーゲン
- 第12技術監視中隊(12. technische Beobachtungskompanie) - バレンドルフ（ドイツ語版）
- ティメンドルフ検問所(Kontrollpunkt Timmendorf)
- タルネヴィッツ検問所(Kontrollpunkt Tarnewitz)
- 第6国境艇団(6. Grenzbootgruppe) -タルネヴィッツ
- 第6国境艇団(8. Grenzbootgruppe) - ヴィスマル

第5国境大隊(Grenzausbildungsbataillon V) - キュールングスボルン
- 特別訓練中隊(Spezialausbildungskompanie)
- 自動車訓練中隊(Kfz-Ausbildungskompanie)
- 下士官教育中隊(Unteroffiziersausbildungskompanie) - ペルレンブルク（ドイツ語版）

国境検問所(Grenzübergangsstellen, Güst)
- ヴィスマール水上国境検問所(Güst-See Wismar)
- シュトラールズント水上国境検問所(Güst-See Stralsund)
- ザスニッツ水上国境検問所(Güst-See Sassnitz)
- ヴァーネミュンデ水上国境検問所(Güst-See Warnemünde)
- ロストック＝ウーベルゼーハーフェン水上国境検問所(Güst-See Rostock-Überseehafen)
- ムクラン水上国境検問所(Güst-See Mukran)
- アールベック地上国境検問所(Güst-Straße Ahlbeck)

## 部隊章
1962年2月1日、沿岸国境旅団の旅団旗が制定された。旗のデザインは海軍旗と同一だったが、左側に緑色のストライプが加えられている。隊員は海軍の制服類を着用したが、兵科を示す肩章のパイピングは国境警備隊と同一の緑色だった。下士官兵が着用する水兵帽の鉢巻部には、Volksmarine（人民海軍）ではなくGrenzbrigade Küste（沿岸国境旅団）と刺繍されていた。また、旅団所属船舶の識別番号には国境警備隊所属を示すGの文字は付されなかった。

## 歴代旅団長
- フリッツ・フィッシャー海軍中佐（Fritz Fischer, 1961年11月1日 - 1961年12月31日）
- ハインリヒ・ヨルド（ドイツ語版）海軍大佐（Heinrich Jordt, 1962年1月1日 - 1963年11月30日）
- フリッツ・フィッシャー海軍大佐（1963年12月1日 - 1964年11月30日）
- ハインリヒ・ヨルド海軍少将（1964年12月1日 - 1979年11月30日）
- ヘルベルト・シュテートケ（ドイツ語版）海軍少将（Herbert Städtke, 1979年12月1日 - 1990年9月30日）